# Magnesiumzahl
Die Magnesiumzahl Mg# ist ein petrologischer Parameter, der das Verhältnis der zweiwertigen Kationen von Eisen und Magnesium in Gesteinen wiedergibt. Sie kann generell zur Charakterisierung von Magmatiten herangezogen werden, am sinnvollsten ist sie jedoch zur Klassifizierung von Mafiten und Ultramafiten.

## Definition
Die Magnesiumzahl Mg#, engl. magnesium number (Mg#) oder magnesium value (Mg'), ist wie folgt definiert:
{\displaystyle Mg^{'}={\frac {Mg}{Mg+Fe}}}
oder
{\displaystyle Mg^{'}={\frac {molMg^{2+}}{molMg^{2+}+molFe^{2+}}}}
Dieses Verhältnis liefert eine Zahl zwischen 0 und 1, wobei Eisen-reiche Gesteine gegen 0, hingegen Magnesium-reiche Gesteine näher an 1 zu liegen kommen.
Oft wird die Grundgleichung auch mit 100 multipliziert, die sich ergebenden Werte liegen folglich zwischen 0 und 100:
- {\displaystyle Mg^{'}=100{\frac {Mg}{Mg+Fe}}}

oder
- {\displaystyle Mg^{'}=100{\frac {molMg^{2+}}{molMg^{2+}+molFe^{2+}}}}

## Berechnung
Die Berechnung der Magnesiumzahl Mg# erfolgt nach vollzogener Gesteinsanalyse gewöhnlich im Zuge der Gesteinsnormierung mittels der molekularen Verhältniszahlen. Liegen Gesteinsanalysen vor, die die beiden Eisenoxide nicht voneinander trennen, kann folgende Formel herangezogen werden:
- {\displaystyle Mg^{'}={{\frac {1}{40,32}}MgO \over {{\frac {1}{40,32}}MgO+{\frac {0,9}{79,8}}Fe_{2}O_{3}(Total)}}}[1]

Der Divisor 40,32 ist die molare Masse von {\displaystyle MgO}. Die Molmassen von {\displaystyle FeO} und {\displaystyle Fe_{2}O_{3}} sind 71,85 bzw. 159,69. Der Divisor 79,8 berücksichtigt bei dieser Berechnung somit einen geringen Anteil von Fe2O3 und reduziert gleichzeitig die Eisenkomponente um 10 %.

## Beispiele
Zur Veranschaulichung sei die chemische Zusammensetzung einiger Gesteinstypen (zum Großteil Durchschnittswerte von mehr als 300 Analysen) mit ihrer charakteristischen Magnesiumzahl angegeben:
| Oxid Gew. % | Trachyt | Phonolith | Granit | Granodiorit | Andesit | Diorit | Basalt | Basanit | N-MORB | Inselbogentholeiit | Boninit | Nephelinit | Harzburgit | MORB-Pyrolith | Lherzolith | Dunit |
| ----------- | ------- | --------- | ------ | ----------- | ------- | ------ | ------ | ------- | ------ | ------------------ | ------- | ---------- | ---------- | ------------- | ---------- | ----- |
| SiO2        | 62,31   | 57,43     | 71,84  | 66,91       | 58,7    | 58,34  | 49,97  | 45,16   | 50,35  | 49,00              | 53,00   | 41,81      | 43,73      | 44,74         | 44,16      | 41,03 |
| Fe2O3       | 3,04    | 2,85      | 1,22   | 1,40        | 3,31    | 2,54   | 3,85   | 4,02    |        |                    |         | 5,64       | 6,0        |               |            |       |
| FeO         | 2,33    | 2,07      | 1,65   | 2,76        | 4,09    | 4,99   | 7,24   | 7,65    | 11,30  | 9,79               | 7,54    | 6,35       | 7,09       | 7,55          | 8,14       | 6,26  |
| MgO         | 0,94    | 1,09      | 0,72   | 1,76        | 3,37    | 3,77   | 6,84   | 8,71    | 8,65   | 11,62              | 13,08   | 6,58       | 36,34      | 39,57         | 41,05      | 51,88 |
| Mg#         | 0,28    | 0,33      | 0,36   | 0,48        | 0,50    | 0,52   | 0,58   | 0,62    | 0,63   | 0,72               | 0,79    | 0,82       | 0,86       | 0,92          | 0,92       | 0,95  |

Basalte besitzen gewöhnlich Magnesiumzahlen von 0,68 bis 0,75 (bzw. 68 bis 75), was einem Molmassenverhältnis MgO/FeO von 0,4 bis 0,7 entspricht. Peridotite liegen um 0,90 (bzw. 90).

## Bemerkungen
Beim Aufschmelzvorgang von magmatischen Gesteinen wird die Magnesiumzahl Mg# nicht oder nur unwesentlich verändert. Jedoch hat die daran sich anschließende fraktionierte Kristallisation, insbesondere von Olivin, sowie eine eventuelle Krustenkontamination, auf sie einen entscheidenden Einfluss.

## Anwendung

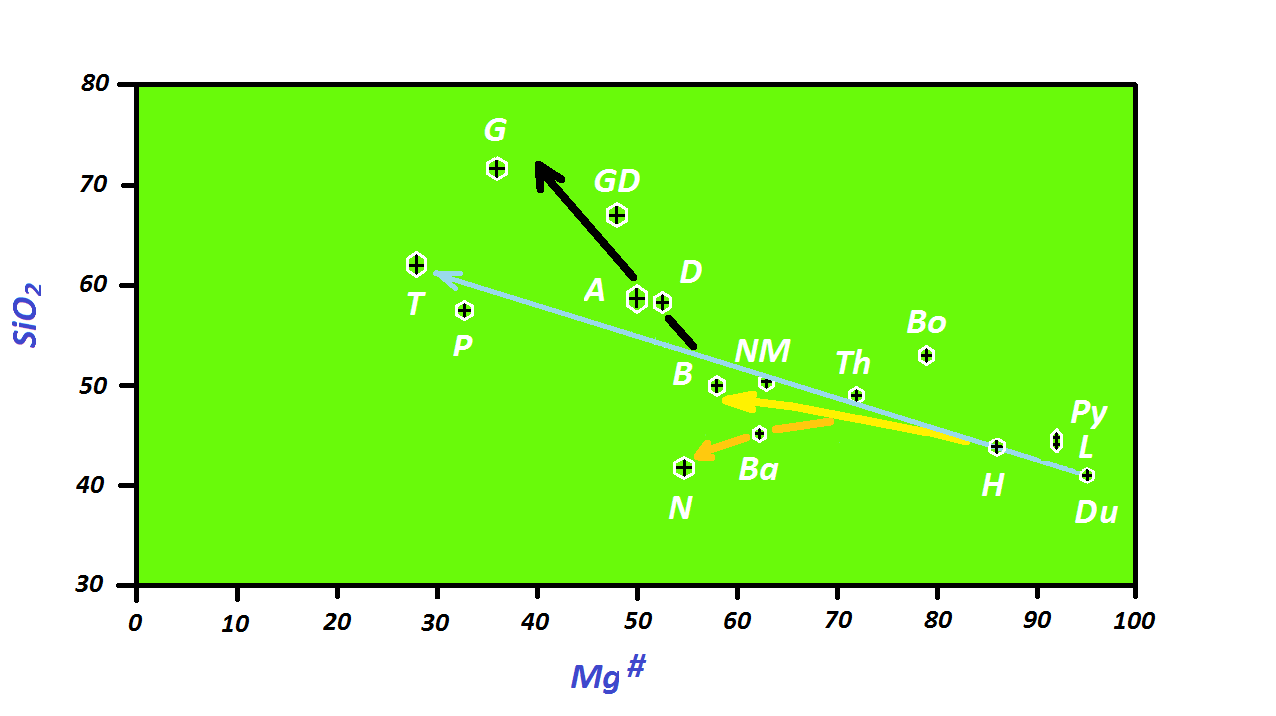
Binäres Variationsdiagramm von magmatischen Gesteinen durchschnittlicher Zusammensetzung, aufgetragen die Magnesiumzahl Mg# gegenüber dem SiO_{2}-Gehalt. Deutlich erkennbar die negative Korrelation gegenüber SiO_{2}. An SiO_{2}-untersättigte Gesteine wie Nephelinit oder Basanit und relativ SiO_{2}-reiche Gesteine wie Boninit liegen abseits vom Trend. Der starke SiO_{2}-Anstieg hin zu den Granitoiden erklärt sich durch die vermehrte Plagioklaskristallisation.

Die Magnesiumzahl Mg# findet bei petrogenetischen Untersuchungen breite Anwendung. Nach vollzogener Gesteinsanalyse wird sie in binären Variationsdiagrammen der Hauptelemente Si, Ti, Al, Ca, Na, K und P sowie der Spurenelemente Sc, V, Cr, Co, Ni, Rb, Sr, Y, Zr, Nb und Ba meist auf der Abszisse aufgetragen. Dadurch lassen sich Elementkorrelationen gut erkennen. Basaltische Gesteine zeigen negative Korrelationen gewöhnlich bei den Hauptelementen Ti, Al, Na (undeutlich), K und P, wohingegen der Ca-Gehalt mehr oder weniger konstant bleibt.
Unstetigkeiten können auf Magmen unterschiedlicher Herkunft hinweisen (primäre und differenzierte Magmen) bzw. auf fraktionierte Kristallisationsdifferenzierung und Krustenkontamination.
Dieselben Diagramme können auch bei Einzelkristallanalysen Verwendung finden, insbesondere bei peridotischen Gesteinen.